# Nicolas Juvenel

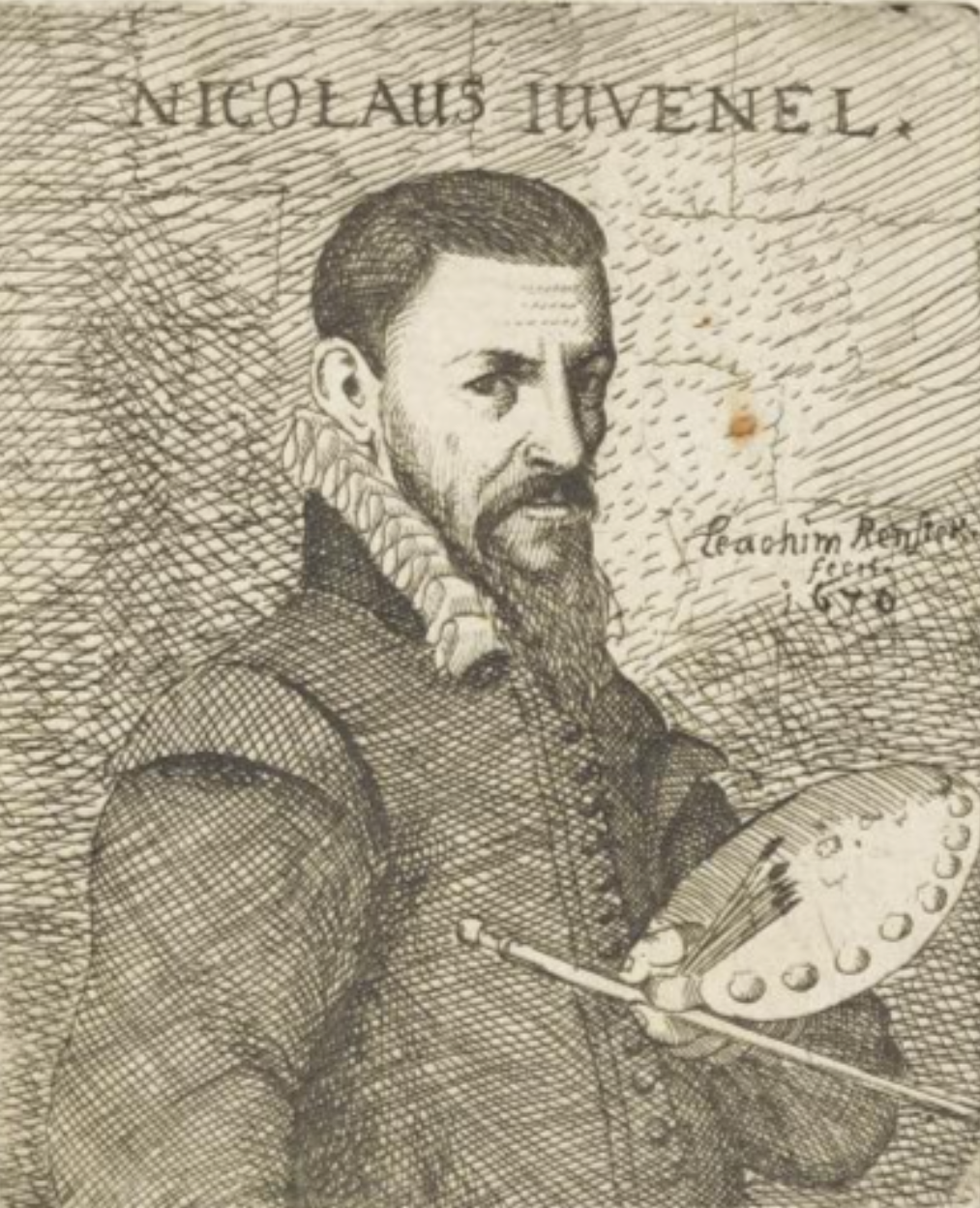
Nicolas Juvenel, 1670; Künstler: Michael Kestner

Nicolas Juvenel, auch Nicolas Juvenel der Ältere, (* vor 1540 in Dünkirchen; begraben am 4. August 1597 in Nürnberg) war ein deutscher Porträtmaler.

## Leben
Die Namen von Juvenels Eltern sind nicht bekannt.
Zwischen den Jahren 1650 und 1654 half er bei der künstlerischen Gestaltung der Schlösser in Binche und Morlanwelz. Er beschrieb „die Gemälde Tizians und die Kopien römischer Plastiken der 1554 durch die Franzosen zerstörten Schlösser“ in einer Schrift. Diese wurde von Joachim von Sandrart verwendet, ist aber verschollen.
Da Juvenel Calvinist war, musste er die Niederlande verlassen und ging zunächst nach Kassel. Ihm wurde von Erbprinz Wilhelm nahegelegt, nach Nürnberg zu gehen, wo Juvenel im Jahr 1561 Bürger wurde. Er wirkte zunächst als Architekturmaler, so sind Juvenels „Kirchen- und Tempelansichten mit biblischer Staffage in der Art des Niederländers Hans Vredemann de Vries“ nachgewiesen. Im Nürnberger Kunstkabinett von Paulus Praun befanden sich bis ins Jahr 1797 ein allegorisches Gemälde der sieben freien Künste und eines ein Kircheninneres abbildendes Gemälde, jeweils gemalt von Juvenel. Dass er Glasmaler gewesen sei, wie von Johann Gabriel Doppelmayr behauptet, ist nicht nachweisbar.
Unter seinem Lehrer Nicolas Neufchâtel lernte Juvenel in Nürnberg die Porträtmalerei im Stile des Manierismus. Im Jahr 1570 porträtierte er Hieronymus Schnitter, 1572 porträtierte er den späteren Ludwig VI. von der Pfalz (Aufenthaltsort: Bayerisches Nationalmuseum), des Weiteren einige Nürnberger Patrizier, darunter die Tucher. Juvenels Bekanntheit bewirkte eine Empfehlung für Hans Fugger als Maler für die Bildnisse der Fugger-Familie für das neue erbaute Schloss Kirchheim in Schwaben. Daher reiste Juvenel im Jahr 1580 mit seinem Sohn Paul nach Augsburg, des Weiteren nach München zu Herzog Wilhelm V., der auch einen Porträtmaler suchte. Für den Herzog malte er drei Bildnisse. Im Jahr 1581 porträtierte er Schnitters Tochter Barbara, verheiratet mit Andreas Tucher und im Frühling gleichen Jahres malte er dann in Augsburg über Monate die Fugger’schen Porträts für das Schloss in Kirchheim, möglicherweise zunächst nur Skizzen. Die Porträts stellte er zwischen 1581 und 1589 fertig. Zwei seiner Porträts der Fugger befinden oder befanden sich im Fugger-Schloss Babenhausen. Hans Fugger war mit Juvenels Porträts teilweise unzufrieden, empfahl ihn dennoch erneut bei Herzog Wilhelm, allerdings erfolglos. Die Stadtrechnungsbelege weisen eine von Juvenel für den Reichsvizekanzler angefertigte Kopie eines Gemäldes Kaiser Sigmunds nach. In der Nürnberger Kaiserburg bemalte er angeblich die Tür des Palas zur Kaiserkapelle – im manieristischen Stil.
Im Gegensatz zu Neufchatel malte Juvenel in helleren, teilweise graugrünen Tönen. Juvenels Bilder seien etwas steifer. Der Nürnberger Maler Johann Kreuzfelder war sein Schüler. Lorenz Strauch soll er beeinflusst haben, möglicherweise war dieser Juvenels Schüler.
Juvenels Söhne waren: Johann, Paul († 1543), Johann Philipp († 1536) und Friedrich († 1542).